# 真・現代猟奇伝
『真・現代猟奇伝』（しん・げんだいりょうきでん）は、氏賀Y太による連作漫画シリーズ。

## 概要
桜桃書房からシリーズ刊行されていた、古今の残酷エピソードおよび猟奇事件を題材としたアンソロジーコミック『現代猟奇伝』の終了後、同作における執筆陣の一人であった氏賀単独の連作シリーズとして再始動した。
副題に「猟奇事件ファイル」とあり、実際の事件を題材とするが被害者の名前・容姿などは大きく異なる。基本的に裁判等で明らかとなった事実にもとづくものの、「物語」としての脚色が施されており事件の忠実な再現ではない。連載第2回の扉部分へ編集部による企画意図が記載された。以後の扉部分にて「このお話は事実にもとづいた物語であり、内容に関しては全てフィクションです。」との注釈が入った。

## 内容
- ファイル1：女子高生コンクリ詰め殺人事件　全4回
- ファイル2：混血少年連続殺人事件　全2回
- ファイル3：中部妊婦殺人事件　全1回

注）ファイル3のみ、誰が犯人かわからないまま時効になった未解決事件を題材にしている。

## 単行本
- 2004年10月25日初版。ISBN 4861051746

株式会社オークスより「夢雅コミックス」のレーベルで刊行された。「真・現代猟奇伝」全話とオリジナル短編「そこの肉片に告ぐ」「ANGEL」「ゆめいろハンバーグ」の3作品を収録。